# Pintadera

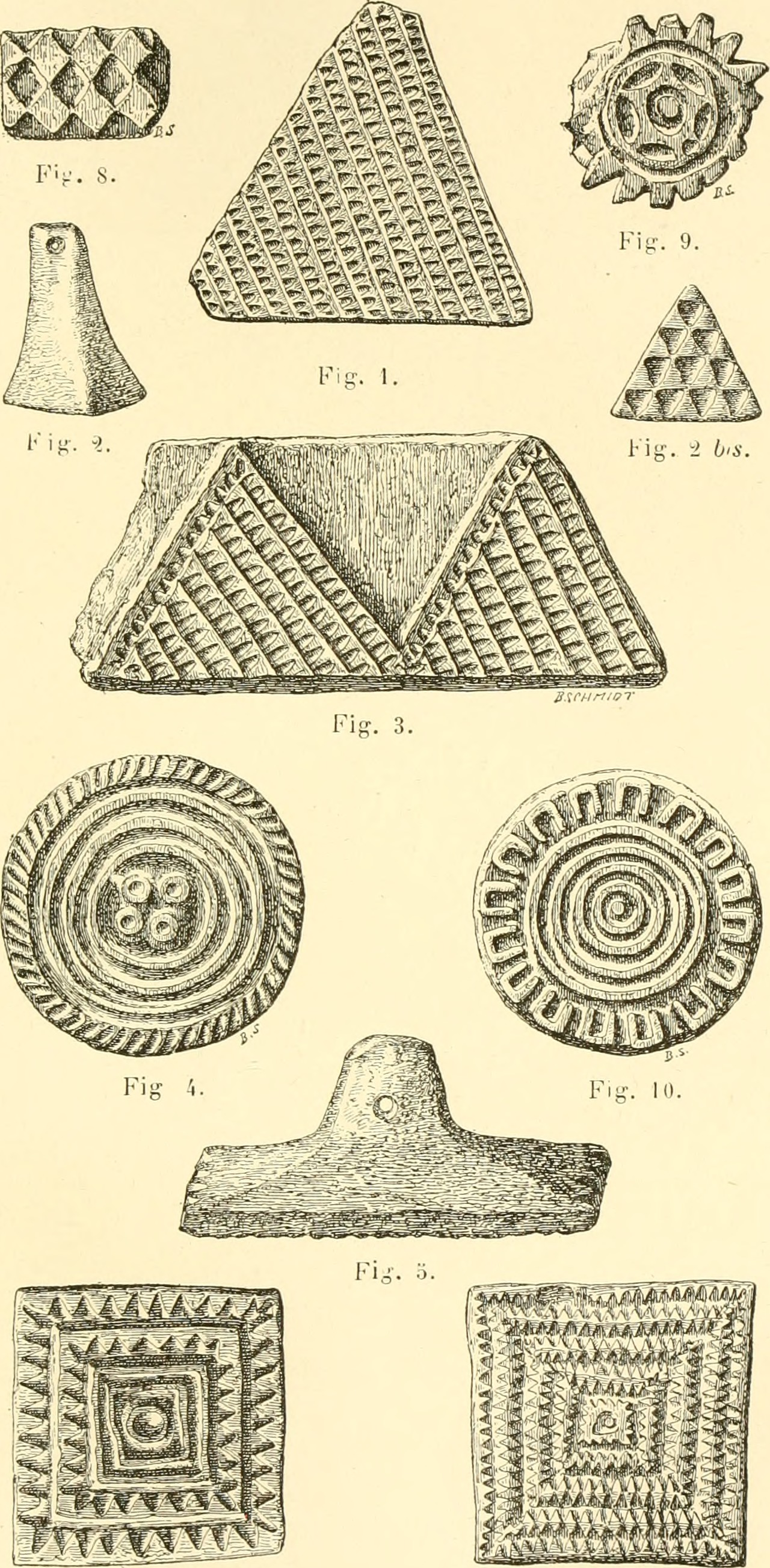
Różne pintaderas z Wysp Kanaryjskich. Rycina z Anales de la Sociedad Española de Historia Natural, Tomo XIf, Ldi/i. VIll., rok 1883

Pintadera (l.mn. pintaderas lub pintadery) - rodzaj stempli do odbijania wzorów, przeważnie wykonanych z wypalanej gliny, używanych przez ludność autochtoniczną Wysp Kanaryjskich. Tą samą nazwą określa się w archeologii stemple kultur prehistorycznych. 
Pintadery kanaryjskie były narzędziami zazwyczaj ceramicznymi, choć zdarzały się także drewniane, na powierzchni tłocznej posiadające wyryty wzór. Mogły mieć formę płaskiego stempla z drewnianą rączką albo cylindra. Funkcja tych narzędzi jest wciąż dyskutowana przez naukowców, rozpatruje się tezy, że służy one jako matryca/stempel pieczetny do wytłaczania lub nanoszenia zdobień na miękkie materiały (w tym skórę), mogły być stosowane jako pieczęcie identyfikujące właściciela.
Pintadery odkrywa się także podczas badań archeologicznych w różnych krajach europejskich. Są one ceramiczne, ale zdarzają się także kościane. Mają kształty koła czteroszprychowego lub koła albo formy o zarysie zbliżonym do trójkąta z kilkoma otworami. 
Pintaderom archeologicznym przypisuje się różne funkcje: mogły służyć jako stemple nanoszące wzory na naczynia gliniane, do wykonywania form odlewniczych (takie znaleziono np. w warsztacie odlewniczym na stanowisku archeologicznym Grzybiany), a niektóre jako przedmioty o funkcji magiczno-symbolicznej. Spotyka się je również w wyposażeniu grobowym. Należą do rzadkich znalezisk.